# Alloscelus
Alloscelus là một chi bọ cánh cứng thuộc họ Scarabaeidae.